# Kłosów (Wiązów)
Kłosów  (deutsch Klosdorf) ist ein Ort in der Stadt- und Landgemeinde Wiązów im Powiat Strzeliński der Woiwodschaft Niederschlesien in Polen.

## Geographie
Das Angerdorf Kłosów liegt zehn Kilometer östlich von Wiązów (Wansen), etwa 20 Kilometer nordöstlich von Strzelin (Strehlen) und 52 Kilometer südöstlich von Breslau in der Nizina Śląska (Schlesische Tiefebene).
Westlich des Dorfes verläuft die Autostrada A4.
Nachbarorte von Kłosów sind im Südwesten Jaworów (Jauer) und im Nordosten Bierzów (Bärzdorf).

## Geschichte
„Klaasdorf“ wurde 1338 erstmals urkundlich erwähnt. 1346 wurde es nach Deutschem Recht  ausgesetzt. 1364 ist es in der Schreibweise Clausdorff belegt und 1390 als Closdorf.
Nach dem Ersten Schlesischen Krieg 1742 fiel Klosdorf zusammen mit dem größten Teil Schlesiens an Preußen. 1783 zählte der Ort eine katholische Kirche, eine katholische Schule, 15 Bauern- und 17 andere Stellen sowie 124 Einwohner.
Nach der Neugliederung Preußens gehörte die Landgemeinde Klosdorf ab 1815 zur Provinz Schlesien und war ab 1816 dem Landkreis Ohlau eingegliedert, mit dem sie bis 1945 verbunden blieb. 1874 wurde der Amtsbezirk Klosdorf gebildet, dem  dem die Landgemeinden Deutsch Breile, Jauer, Klosdorf, Mechwitz und Polnisch Breile sowie die Gutsbezirke Deutsch Breile und Mechwitz gehörten. 1885 zählte Klosdorf 357 Einwohner. 1933 zählte Klosdorf 406 Einwohner, 1939 waren es 341 Einwohner.
Als Folge des Zweiten Weltkriegs fiel Klosdorf wie fast ganz Schlesien 1945 an Polen, wurde in Kłosów umbenannt und der Woiwodschaft Schlesien eingegliedert. Die deutsche Bevölkerung wurde, soweit sie nicht vorher geflohen war, weitgehend vertrieben. Die neu angesiedelten Bewohner waren teilweise Zwangsumgesiedelte aus Ostpolen, das an die Sowjetunion gefallen war. Seit 1999 gehört Kłosów zum Powiat Strzeliński.

## Sehenswürdigkeiten
- Die römisch-katholische mit dem Patronat der hl. Hedwig von Andechs (polnisch Kościół filialny św. Jadwigi) wurde im 15. Jahrhundert errichtet und Mitte des 19. Jahrhunderts erweitert. Der einschiffige Kirchenbau mit Glockenturm an der Westseite ist von einer steinernen Mauer umgeben.[5]
- Steinernes Wegekreuz aus dem Jahr 1897

## Vereine
- Freiwillige Feuerwehr OSP Kłosów